# Liste der Orte im Landkreis Sächsische Schweiz-Osterzgebirge
Die Liste der Orte im Landkreis Sächsische Schweiz-Osterzgebirge enthält Orte, Gemarkungen, Einzelgüter und Wüstungen im Landkreis Sächsische Schweiz-Osterzgebirge.
Der Landkreis ist relativ dicht besiedelt. Als Ortsnamen kommen Altstadt, Berthelsdorf, Börnchen, Dittersdorf, Ebenheit, Falkenhain, Naundorf, Ottendorf und Waltersdorf doppelt vor. Hermsdorf kommt dreimal, Cunnersdorf fünfmal als Ortsname vor. Im Landkreis gibt es keine Orte mit den Anfangsbuchstaben I, V, X und Y.
Reine Verwaltungskonstrukte, sowohl bestehende wie Hartmannsdorf-Reichenau als auch eingemeindete wie Rennersdorf-Neudörfel, werden nicht aufgezählt. Handelt es sich um eine Gemeinde, wird sie nur in der systematischen Liste erwähnt.

## Systematische Liste
Alphabet der Städte und Gemeinden mit den zugehörigen Orten.
| - Stadt Altenberg mit Altenberg, Bärenburg, Bärenfels, Bärenstein, Falkenhain, Fürstenau, Fürstenwalde, Geising, Gottgetreu, Hirschsprung, Kipsdorf, Kratzhammer, Lauenstein, Liebenau, Löwenhain, Müglitz, Rehefeld-Zaunhaus, Rudolphsdorf, Schellerhau, Waldidylle und Zinnwald-Georgenfeld. Oberbärenburg und Waldbärenburg zu Bärenburg. Rehefeld und Zaunhaus zu Rehefeld-Zaunhaus. Zinnwald und Georgenfeld zu Zinnwald-Georgenfeld. - Stadt Bad Gottleuba-Berggießhübel mit Bad Gottleuba, Bahra, Berggießhübel, Börnersdorf, Breitenau, Forsthaus, Hellendorf, Hennersbach, Langenhennersdorf, Markersbach, Oelsen und Zwiesel. - Stadt Bad Schandau mit Bad Schandau, Krippen, Neuporschdorf, Porschdorf, Postelwitz, Prossen, Schmilka, Ostrau und Waltersdorf. - Gemeinde Bahretal mit Borna, Friedrichswalde, Gersdorf, Göppersdorf, Nentmannsdorf, Niederseidewitz, Ottendorf und Wingendorf. - Gemeinde Bannewitz mit Bannewitz, Boderitz, Börnchen, Cunnersdorf, Gaustritz, Golberode, Goppeln, Hänichen, Possendorf, Rippien, Welschhufe und Wilmsdorf. Eutschütz, Nöthnitz und Rosentitz zu Bannewitz. - Große Kreisstadt Dippoldiswalde mit Ammelsdorf, Berreuth, Dippoldiswalde, Dönschten, Elend, Hennersdorf, Malter, Naundorf, Niederpöbel, Obercarsdorf, Oberhäslich, Oberpöbel, Paulsdorf, Reichstädt, Reinberg, Reinholdshain, Sadisdorf, Schmiedeberg, Schönfeld, Seifersdorf und Ulberndorf. Seifen zu Seifersdorf. - Gemeinde Dohma mit Cotta, Dohma und Goes sowie der Wüstung/Gemarkung Dürrhof. - Stadt Dohna mit Altstadt, Borthen, Bosewitz, Burgstädtel, Dohna, Gamig, Gorknitz, Köttewitz, Krebs, Meusegast, Röhrsdorf, Sürßen, Tronitz und Unterstadt. - Gemeinde Dorfhain mit Großdorfhain, Kleindorfhain und Mitteldorfhain. - Gemeinde Dürrröhrsdorf-Dittersbach mit Dittersbach, Dobra, Dürrröhrsdorf, Elbersdorf, Porschendorf, Stürza, Wilschdorf und Wünschendorf. - Große Kreisstadt Freital mit Birkigt, Burgk, Coßmannsdorf, Deuben, Döhlen, Eckersdorf, Großburgk, Hainsberg, Kleinburgk, Kleinnaundorf, Kohlsdorf, Leisnitz, Neucoschütz, Neudöhlen, Niederhäslich, Niederhermsdorf, Niederpesterwitz, Oberdöhlen, Pesterwitz, Potschappel, Saalhausen, Schweinsdorf, Somsdorf, Unterdöhlen, Weißig, Wurgwitz, Zauckerode und Zschiedge sowie der Wüstung Bulsitz. - Stadt Glashütte mit Bärenhecke, Börnchen, Cunnersdorf, Dittersdorf, Glashütte, Hausdorf, Hermsdorf am Wilisch, Hirschbach, Johnsbach, Luchau, Neudörfel, Niederfrauendorf, Oberfrauendorf, Reinhardtsgrimma, Rückenhain und Schlottwitz. Oberschlottwitz zu Schlottwitz. - Gemeinde Gohrisch mit Cunnersdorf, Gohrisch Kleinhennersdorf und Papstdorf. - Gemeinde Hartmannsdorf-Reichenau mit Hartmannsdorf, Neubau und Reichenau. - Stadt Heidenau mit Gommern, Großsedlitz, Heidenau, Heidenau-Süd, Kleinsedlitz, Mügeln und Wölkau. - Gemeinde Hermsdorf mit Hermsdorf, Neuhermsdorf und Seyde. - Stadt Hohnstein mit Cunnersdorf, Ehrenberg, Goßdorf, Hohnstein, Lohsdorf, Rathewalde und Ulbersdorf. Kohlmühle und Waitzdorf zu Goßdorf. Hohburkersdorf und Zeschnig zu Rathewalde. - Gemeinde Klingenberg mit Beerwalde, Borlas, Colmnitz, Edle Krone, Folge, Friedersdorf, Höckendorf, Kleinpretzschendorf, Klingenberg, Niederpretzschendorf, Obercunnersdorf, Oberpretzschendorf, Paulshain, Pretzschendorf, Röthenbach und Ruppendorf sowie der Wüstung Dittersdorf. - Stadt Königstein mit Königstein, Leupoldishain und Pfaffendorf. Ebenheit, Halbestadt und Hütten zu Königstein. | - Gemeinde Kreischa mit Babisnau, Bärenklause, Brösgen, Gombsen, Kautzsch, Kleba, Kleincarsdorf, Kreischa, Lungkwitz, Quohren, Saida, Sobrigau, Theisewitz, Wittgensdorf und Zscheckwitz sowie mit den Wüstungen Olberndorf und Pfütze (möglicherweise identisch). - Stadt Liebstadt mit Berthelsdorf, Biensdorf, Döbra, Großröhrsdorf, Herbergen, Liebstadt, Seitenhain und Waltersdorf. - Gemeinde Lohmen mit Daube, Doberzeit, Lohmen, Mühlsdorf und Uttewalde. Oberlohmen, Mittellohmen und Unterlohmen zu Lohmen. - Gemeinde Müglitztal mit Burkhardswalde, Crotta, Falkenhain, Maxen, Mühlbach, Schmorsdorf und Weesenstein. Ploschwitz zu Falkenhain, Häselich zu Mühlbach. - Stadt Neustadt in Sachsen mit Berthelsdorf, Krumhermsdorf, Langburkersdorf, Neustadt in Sachsen, Niederottendorf, Oberottendorf, Polenz, Rückersdorf und Rugiswalde. - Große Kreisstadt Pirna mit Altstadt, Birkwitz, Bonnewitz, Copitz, Cunnersdorf, Dohnaische Vorstadt, Graupa, Hausberg, Hinterjessen, Krietzschwitz, Liebethal, Mockethal, Neundorf, Niederposta, Niedervogelgesang, Oberposta, Obertorvorstadt, Obervogelgesang, Posta, Pratzschwitz, Rottwerndorf, Schifftorvorstadt, Sonnenstein, Südvorstadt, Westvorstadt, Zatzschke, Zehista und Zuschendorf. - Stadt Rabenau mit Karsdorf, Lübau, Obernaundorf, Oelsa, Rabenau und Spechtritz. - Gemeinde Rathen mit Niederrathen und Oberrathen. - Gemeinde Rathmannsdorf mit Rathmannsdorf und Wendischfähre. - Gemeinde Reinhardtsdorf-Schöna mit Kleingießhübel, Reinhardtsdorf und Schöna. - Gemeinde Rosenthal-Bielatal mit Brausenstein, Hermsdorf, Neidberg, Raum, Reichstein, Rosenthal, Schweizermühle. - Stadt Sebnitz mit Altendorf, Hainersdorf, Hertigswalde, Hinterhermsdorf, Lichtenhain, Mittelndorf, Ottendorf, Saupsdorf, Schönbach und Sebnitz. - Stadt Stadt Wehlen mit Dorf Wehlen, Pötzscha, Stadt Wehlen und Zeichen. - Stadt Stolpen mit Heeselicht, Helmsdorf, Langenwolmsdorf, Lauterbach, Neudörfel, Rennersdorf und Stolpen. - Gemeinde Struppen mit Ebenheit, Kleinstruppen, Naundorf, Neustruppen, Strand, Struppen, Thürmsdorf und Weißig. - Stadt Tharandt mit Fördergersdorf, Grillenburg, Großopitz, Hintergersdorf, Kurort Hartha, Pohrsdorf, Spechtshausen, Tharandt und Zeidler. - Stadt Wilsdruff mit Birkenhain, Blankenstein, Braunsdorf, Grumbach, Grund, Helbigsdorf, Herzogswalde, Kaufbach, Kesselsdorf, Kleinopitz, Limbach, Mohorn, Oberhermsdorf und Wilsdruff. |

## Alphabetische Liste
In Fettschrift erscheinen die Orte, die zugleich Hauptort einer gleichnamigen Gemeinde sind, in Kursivschrift Wüstungen.
| - Altenberg - Altendorf zu Sebnitz - Altstadt zu Dohna - Altstadt zu Pirna - Ammelsdorf zu Dippoldiswalde - Babisnau zu Kreischa - Bad Gottleuba zu Bad Gottleuba-Berggießhübel - Bad Schandau - Bahra zu Bad Gottleuba-Berggießhübel - Bannewitz - Bärenburg zu Altenberg - Bärenfels zu Altenberg - Bärenhecke zu Glashütte - Bärenklause zu Kreischa - Bärenstein zu Altenberg - Beerwalde zu Klingenberg - Berggießhübel zu Bad Gottleuba-Berggießhübel - Berreuth zu Dippoldiswalde - Berthelsdorf zu Liebstadt - Berthelsdorf zu Neustadt in Sachsen - Biensdorf zu Liebstadt - Birkenhain zu Wilsdruff - Birkigt zu Freital - Birkwitz zu Pirna - Blankenstein zu Wilsdruff - Boderitz zu Bannewitz - Bonnewitz zu Pirna - Borlas zu Klingenberg - Borna zu Bahretal - Börnchen zu Bannewitz - Börnchen zu Glashütte - Börnersdorf zu Bad Gottleuba-Berggießhübel - Borthen zu Dohna - Bosewitz zu Dohna - Braunsdorf zu Wilsdruff - Brausenstein zu Rosenthal-Bielatal - Breitenau zu Bad Gottleuba-Berggießhübel - Brösgen zu Kreischa - Bulsitz zu Freital - Burgk zu Freital - Burgstädtel zu Dohna - Burkhardswalde zu Müglitztal - Colmnitz zu Klingenberg - Copitz zu Pirna - Coßmannsdorf zu Freital - Cotta zu Dohma - Crotta zu Müglitztal - Cunnersdorf zu Bannewitz - Cunnersdorf zu Glashütte - Cunnersdorf zu Gohrisch - Cunnersdorf zu Hohnstein - Cunnersdorf zu Pirna - Daube zu Lohmen - Deuben zu Freital - Dippoldiswalde - Dittersbach zu Dürrröhrsdorf-Dittersbach - Dittersdorf zu Glashütte - Dittersdorf zu Klingenberg - Doberzeit zu Lohmen - Dobra zu Dürrröhrsdorf-Dittersbach - Döbra zu Liebstadt - Döhlen zu Freital - Dohma - Dohna - Dohnaische Vorstadt zu Pirna - Dönschten zu Dippoldiswalde - Dorf Wehlen zu Stadt Wehlen - Dorfhain - Dürrhof zu Dohma - Dürrröhrsdorf zu Dürrröhrsdorf-Dittersbach - Ebenheit zu Königstein - Ebenheit zu Struppen - Eckersdorf zu Freital - Edle Krone zu Klingenberg - Ehrenberg zu Hohnstein - Elbersdorf zu Dürrröhrsdorf-Dittersbach - Elend zu Dippoldiswalde - Eutschütz zu Bannewitz - Falkenhain zu Altenberg - Falkenhain zu Müglitztal - Folge zu Klingenberg - Fördergersdorf zu Tharandt - Forsthaus zu Bad Gottleuba-Berggießhübel - Friedersdorf zu Klingenberg - Friedrichswalde zu Bahretal - Fürstenau zu Altenberg - Fürstenwalde zu Altenberg - Gamig zu Dohna - Gaustritz zu Bannewitz - Geising zu Altenberg - Georgenfeld zu Altenberg - Gersdorf zu Bahretal - Glashütte - Goes zu Dohma - Gohrisch - Golberode zu Bannewitz - Gombsen zu Kreischa - Gommern zu Heidenau - Goppeln zu Bannewitz - Göppersdorf zu Bahretal - Gorknitz zu Dohna - Goßdorf zu Hohnstein - Gottgetreu zu Altenberg - Graupa zu Pirna - Grillenburg zu Tharandt - Großburgk zu Freital - Großdorfhain zu Dorfhain - Großopitz zu Tharandt - Großröhrsdorf zu Liebstadt - Großsedlitz zu Heidenau - Grumbach zu Wilsdruff - Grund zu Wilsdruff - Hainersdorf zu Sebnitz - Hainsberg zu Freital - Halbestadt zu Königstein - Hänichen zu Bannewitz - Hartmannsdorf zu Hartmannsdorf-Reichenau - Häselich zu Müglitztal - Hausberg zu Pirna - Hausdorf zu Glashütte - Heeselicht zu Stolpen - Heidenau - Heidenau-Süd zu Heidenau - Helbigsdorf zu Wilsdruff - Hellendorf zu Bad Gottleuba-Berggießhübel - Helmsdorf zu Stolpen - Hennersbach zu Bad Gottleuba-Berggießhübel - Hennersdorf zu Dippoldiswalde - Hertigswalde zu Sebnitz - Herbergen zu Liebstadt - Hermsdorf am Wilisch zu Glashütte - Hermsdorf/Erzgeb. - Hermsdorf zu Rosenthal-Bielatal - Herzogswalde zu Wilsdruff - Hintergersdorf zu Tharandt - Hinterhermsdorf zu Sebnitz - Hinterjessen zu Pirna - Hirschbach zu Glashütte - Hirschsprung zu Altenberg - Höckendorf zu Klingenberg - Hohburkersdorf zu Hohnstein - Hohnstein - Hütten zu Königstein - Johnsbach zu Glashütte - Karsdorf zu Rabenau - Kaufbach zu Wilsdruff - Kautzsch zu Kreischa - Kesselsdorf zu Wilsdruff - Kipsdorf zu Altenberg - Kleba zu Kreischa - Kleinburgk zu Freital - Kleincarsdorf zu Kreischa - Kleindorfhain zu Dorfhain - Kleingießhübel zu Reinhardtsdorf-Schöna - Kleinhennersdorf zu Gohrisch - Kleinnaundorf zu Freital - Kleinopitz zu Wilsdruff - Kleinpretzschendorf zu Klingenberg - Kleinsedlitz zu Heidenau - Kleinstruppen zu Struppen - Klingenberg zu Klingenberg - Kohlmühle zu Hohnstein - Kohlsdorf zu Freital - Königstein - Köttewitz zu Dohna - Kratzhammer zu Altenberg - Krebs zu Dohna - Kreischa - Krietzschwitz zu Pirna - Krippen zu Bad Schandau - Krumhermsdorf zu Neustadt in Sachsen - Kurort Hartha zu Tharandt - Langburkersdorf zu Neustadt in Sachsen - Langenhennersdorf zu Bad Gottleuba-Berggießhübel - Langenwolmsdorf zu Stolpen - Lauenstein zu Altenberg - Lauterbach zu Stolpen - Leisnitz zu Freital - Leupoldishain zu Königstein - Lichtenhain zu Sebnitz - Liebenau zu Altenberg - Liebethal zu Pirna - Liebstadt - Limbach zu Wilsdruff - Lohmen - Lohsdorf zu Hohnstein - Löwenhain zu Altenberg - Lübau zu Rabenau - Luchau zu Glashütte - Lungkwitz zu Kreischa | - Malter zu Dippoldiswalde - Markersbach zu Bad Gottleuba-Berggießhübel - Maxen zu Müglitztal - Meusegast zu Dohna - Mitteldorfhain zu Dorfhain - Mittellohmen zu Lohmen - Mittelndorf zu Sebnitz - Mockethal zu Pirna - Mohorn zu Wilsdruff - Mügeln zu Heidenau - Müglitz zu Altenberg - Mühlbach zu Müglitztal - Mühlsdorf zu Lohmen - Naundorf zu Dippoldiswalde - Naundorf zu Struppen - Neidberg zu Rosenthal-Bielatal - Nentmannsdorf zu Bahretal - Neubau zu Hartmannsdorf-Reichenau - Neucoschütz zu Freital - Neudöhlen zu Freital - Neudörfel zu Glashütte - Neudörfel zu Stolpen - Neuhermsdorf zu Hermsdorf - Neundorf zu Pirna - Neuporschdorf zu Bad Schandau - Neustadt in Sachsen - Neustruppen zu Struppen - Niederfrauendorf zu Glashütte - Niederhäslich zu Freital - Niederhermsdorf zu Freital - Niederottendorf zu Neustadt in Sachsen - Niederpesterwitz zu Freital - Niederpöbel zu Dippoldiswalde - Niederposta zu Pirna - Niederpretzschendorf zu Klingenberg - Niederrathen zu Rathen - Niederseidewitz zu Bahretal - Niedervogelgesang zu Pirna - Nöthnitz zu Bannewitz - Oberbärenburg zu Altenberg - Obercarsdorf zu Dippoldiswalde - Obercunnersdorf zu Klingenberg - Oberdöhlen zu Freital - Oberfrauendorf zu Glashütte - Oberhäslich zu Dippoldiswalde - Oberhermsdorf zu Wilsdruff - Oberlohmen zu Lohmen - Obernaundorf zu Rabenau - Oberottendorf zu Neustadt in Sachsen - Oberposta zu Pirna - Oberpöbel zu Dippoldiswalde - Oberpretzschendorf zu Klingenberg - Oberrathen zu Rathen - Oberschlottwitz zu Glashütte - Obertorvorstadt zu Pirna - Obervogelgesang zu Pirna - Oelsa zu Rabenau - Oelsen zu Bad Gottleuba-Berggießhübel - Ostrau zu Bad Schandau - Olberndorf zu Kreischa - Ottendorf zu Bahretal - Ottendorf zu Sebnitz - Papstdorf zu Gohrisch - Paulsdorf zu Dippoldiswalde - Paulshain zu Klingenberg - Pesterwitz zu Freital - Pfaffendorf zu Königstein - Pfütze zu Kreischa - Pirna - Ploschwitz zu Müglitztal - Pohrsdorf zu Tharandt - Polenz zu Neustadt in Sachsen - Porschdorf zu Bad Schandau - Porschendorf zu Dürrröhrsdorf-Dittersbach - Possendorf zu Bannewitz - Posta zu Pirna - Postelwitz zu Bad Schandau - Potschappel zu Freital - Pötzscha zu Stadt Wehlen - Pratzschwitz zu Pirna - Pretzschendorf zu Klingenberg - Prossen zu Bad Schandau - Quohren zu Kreischa - Rabenau - Rathen - Rathewalde zu Hohnstein - Rathmannsdorf - Raum zu Rosenthal-Bielatal - Rehefeld zu Altenberg - Rehefeld-Zaunhaus zu Altenberg - Reichenau zu Hartmannsdorf-Reichenau - Reichstädt zu Dippoldiswalde - Reichstein zu Rosenthal-Bielatal - Reinberg zu Dippoldiswalde - Reinhardtsdorf zu Reinhardtsdorf-Schöna - Reinhardtsgrimma zu Glashütte - Reinholdshain zu Dippoldiswalde - Rennersdorf zu Stolpen - Rippien zu Bannewitz - Röhrsdorf zu Dohna - Rosenthal zu Rosenthal-Bielatal - Rosentitz zu Bannewitz - Röthenbach zu Klingenberg - Rottwerndorf zu Pirna - Rückenhain zu Glashütte - Rückersdorf zu Neustadt in Sachsen - Rudolphsdorf zu Altenberg - Rugiswalde zu Neustadt in Sachsen - Ruppendorf zu Klingenberg - Saalhausen zu Freital - Sadisdorf zu Dippoldiswalde - Saida zu Kreischa - Saupsdorf zu Sebnitz - Schellerhau zu Altenberg - Schifftorvorstadt zu Pirna - Schlottwitz zu Glashütte - Schmiedeberg zu Dippoldiswalde - Schmilka zu Bad Schandau - Schmorsdorf zu Müglitztal - Schöna zu Reinhardtsdorf-Schöna - Schönbach zu Sebnitz - Schönfeld zu Dippoldiswalde - Schweinsdorf zu Freital - Schweizermühle zu Rosenthal-Bielatal - Sebnitz - Seifen zu Dippoldiswalde - Seifersdorf zu Dippoldiswalde - Seitenhain zu Liebstadt - Seyde zu Hermsdorf - Sobrigau zu Kreischa - Somsdorf zu Freital - Sonnenstein zu Pirna - Spechtritz zu Rabenau - Spechtshausen zu Tharandt - Stadt Wehlen - Stolpen - Strand zu Struppen - Struppen - Stürza zu Dürrröhrsdorf-Dittersbach - Südvorstadt zu Pirna - Sürßen zu Dohna - Tharandt - Theisewitz zu Kreischa - Thürmsdorf zu Struppen - Tronitz zu Dohna - Ulberndorf zu Dippoldiswalde - Ulbersdorf zu Hohnstein - Unterdöhlen zu Freital - Unterlohmen zu Lohmen - Unterstadt zu Dohna - Uttewalde zu Lohmen - Waitzdorf zu Hohnstein - Waldbärenburg zu Altenberg - Waldidylle zu Altenberg - Waltersdorf zu Bad Schandau - Waltersdorf zu Liebstadt - Weesenstein zu Müglitztal - Weißig zu Freital - Weißig zu Struppen - Welschhufe zu Bannewitz - Wendischfähre zu Rathmannsdorf - Westvorstadt zu Pirna - Wilmsdorf zu Bannewitz - Wilschdorf zu Dürrröhrsdorf-Dittersbach - Wilsdruff - Wingendorf zu Bahretal - Wittgensdorf zu Kreischa - Wölkau zu Heidenau - Wünschendorf zu Dürrröhrsdorf-Dittersbach - Wurgwitz zu Freital - Zatzschke zu Pirna - Zauckerode zu Freital - Zaunhaus zu Altenberg - Zehista zu Pirna - Zeichen zu Stadt Wehlen - Zeidler zu Tharandt - Zeschnig zu Hohnstein - Zinnwald zu Altenberg - Zinnwald-Georgenfeld zu Altenberg - Zscheckwitz zu Kreischa - Zschiedge zu Freital - Zuschendorf zu Pirna - Zwiesel zu Bad Gottleuba-Berggießhübel |